# Codici ICAO A
Formato dell'elenco:
- sigla ICAO (sigla IATA) – Nome ICAO – traduzione in italiano –Sede

## AG - Isole Salomone
- AGAF (AFT) – Afutara Airport – Aeroporto di Afutara – Afutara
- AGAR (RNA) – Ulawa Airport – Aeroporto di Ulawa – Arona, Ulawa Island
- AGAT (ATD) – Uru Harbour Airport – Aeroporto di Uru Harbour – Atoifi, Malaita
- AGBA – Barakoma Airport – Aeroporto di Barakoma – Barakoma
- AGBT (BPF) – Batuna Airport – Aeroporto di Batuna – Batuna
- AGEV – Geva Airport – Aeroporto di Geva – Geva
- AGGA (AKS) – Auki Airport – Aeroporto di Auki – Auki
- AGGB (BNY) – Bellona/Anua Airport – Aeroporto di Bellona/Anua – Bellona/Anua
- AGGC (CHY) – Choiseul Bay Airport – Aeroporto di Choiseul Bay – Choiseul Bay, Taro Island
- AGGD (MBU) – Mbambanakira Airport – Aeroporto di Mbambanakira – Mbambanakira
- AGGE (BAS) – Balalae Airport – Aeroporto di Balalae – Shortland Island
- AGGF (FRE) – Fera/Maringe Airport – Fera/Maringe – Fera Island, Santa Isabel Island
- AGGG – Honiara FIR – Aeroporto di Honiara FIR – Honiara, Guadalcanal
- AGGH (HIR) – Honiara International Airport (in precedenza noto come Henderson Field) – Aeroporto Internazionale di Honiara – Honiara, Guadalcanal
- AGGI – Babanakira Airport – Aeroporto di Babanakira – Babanakira
- AGGJ (AVU) – Avu Avu Airport – Aeroporto di Avu Avu – Avu Avu
- AGGK (IRA) – Kirakira Airport – Aeroporto di Kirakira – Kirakira
- AGGL (SCZ) – Santa Cruz/Graciosa Bay/Luova Airport – Aeroporto di Santa Cruz/Graciosa Bay/Luova – Santa Cruz/Graciosa Bay/Luova, Santa Cruz Islands
- AGGM (MUA) – Munda Airport – Aeroporto di Munda – Munda, New Georgia Island
- AGGN (GZO) – Nusatupe Airport – Aeroporto di Nusatupe – Gizo Island
- AGGO (MNY) – Mono Airport – Aeroporto di Mono – Mono Island
- AGGP (PRS) – Marau Sound Airport – Aeroporto di Marau Sound – Marau Sound
- AGGQ – Ontong Java Airport – Aeroporto di Ontong Java – Ontong Java
- AGGR (RNL) – Rennell/Tingoa Airport – Aeroporto di Rennell/Tingoa – Rennell/Tingoa, Rennell Island
- AGGS (EGM) – Seghe Airport – Aeroporto di Seghe – Seghe
- AGGT (NNB) – Santa Ana Airport – Aeroporto di Santa Ana – Santa Ana
- AGGU (RUS) – Marau Airport – Aeroporto di Marau – Marau
- AGGV (VAO) – Suavanao Airport – Aeroporto di Suavanao – Suavanao
- AGGY (XYA) – Yandina Airport – Aeroporto di Yandina – Yandina
- AGIN – Isuna Heliport – Aeroporto di Isuna Heliport – Isuna
- AGKG (KGE) – Kaghau Airport – Aeroporto di Kaghau – Kaghau
- AGKU (KUE) – Kukudu Airport – Aeroporto di Kukudu – Kukudu
- AGOK (GTA) – Gatokae Aerodrome – Aeroporto di Gatokae – Gatokae
- AGRC (RIN) – Ringi Cove Airport – Aeroporto di Ringi Cove – Ringi Cove
- AGRM (RBV) – Ramata Airport – Aeroporto di Ramata – Ramata

## AN - Nauru
- ANYN (INU) – Aeroporto Internazionale di Nauru – Yaren (in precedenza il codice ICAO era ANAU)

## AY - Papua Nuova Guinea
- AYBK (BUA) – Buka Airport – Aeroporto di Buka – Buka
- AYCH (CMU) – Chimbu Airport – Aeroporto di Chimbu – Kundiawa
- AYDU (DAU) – Daru Airport – Aeroporto di Daru – Daru
- AYGA (GKA) – Goroka Airport – Aeroporto di Goroka – Goroka
- AYGN (GUR) – Gurney Airport – Aeroporto di Gurney – Alotau
- AYGR (PNP) – Girua Airport – Aeroporto di Girua – Popondetta
- AYHK (HKN) – Hoskins Airport – Aeroporto di Hoskins – Hoskins
- AYKA – Kiriwini Airport – Aeroporto di Kiriwini – Kiriwini
- AYKI (UNG) – Kiunga Airport – Aeroporto di Kiunga – Kiunga
- AYKK (KRI) – Kikori Airport – Aeroporto di Kikori – Kikori
- AYKM (KMA) – Kerema Airport – Aeroporto di Kerema – Kerema
- AYKT (KIE) – Kieta Aropa Airport – Aeroporto di Kieta Aropa – Kieta
- AYKV (KVG) – Kavieng Airport – Aeroporto di Kavieng – Kavieng
- AYKY – Kunaye Airport – Aeroporto di Kunaye – Kunaye
- AYLA (LAE) – Lae Nadzab Airport – Aeroporto di Lae Nadzab – Lae
- AYMD (MAG) – Madang Airport – Aeroporto di Madang – Madang
- AYMH (HGU) – Mount Hagen Airport – Aeroporto di Mount Hagen – Mount Hagen
- AYMM / AYMS (MIS) – Misima Airport – Aeroporto di Misima – Misima
- AYMN (MDU) – Mendi Airport – Aeroporto di Mendi – Mendi
- AYMO (MAS) – Momote Airport – Aeroporto di Momote – Manus Island
- AYMR (MXH) – Moro Airport – Aeroporto di Moro – Moro
- AYNZ (MFO) – Nadzab Airport – Aeroporto di Nadzab – Manguna
- AYPY (POM) – Port Moresby/Jackson International Airport – Aeroporto Internazionale di Port Moresby/Jackson – Port Moresby
- AYRB (RAB) – Rabaul Airport – Aeroporto di Rabaul – Rabaul
- AYTA (TIZ) – Tari Airport – Aeroporto di Tari – Tari
- AYTB (TBG) – Tabubil Airport – Aeroporto di Tabubil – Tabubil
- AYTK (RAB) – Tokua Airport – Aeroporto di Tokua – Tokua
- AYVN (VAI) – Vanimo Airport – Aeroporto di Vanimo – Vanimo
- AYWD (WBM) – Wapenamanda Airport – Aeroporto di Wapenamanda – Wapenamanda
- AYWK (WWK) – Wewak International Airport – Aeroporto Internazionale di Wewak – Wewak